# Maschwitz (Adelsgeschlecht)

Stammwappen derer von Maschwitz

Die von Maschwitz waren eine adlige sächsische Familie aus dem gleichnamigen Ort Maschwitz bei Halle (Saale).

## Geschichte

Wappen derer von Maschwitz im Meissner Dom

Die Familie von Maschwitz ist urkundlich von 1257 bis 1669 nachgewiesen. Erstmals wurde sie erwähnt mit Conrad von Maschwitz (Maswiz) im Jahr 1257, danach Conrad von Maschwitz (Maswiz) mit seinem Verwandten Johann (Jennikus) von Maschwitz (Maskuiz) im Jahr 1285. Ihre Hauptgüter waren Groß Lissa (1501–1604), Zschölkau (1596–1607), Mensdorf (1533–1650), Klein Liebenau (bei Merseburg), Selben (1522–1581), Hohenprießnitz, Zschepplin und Großzscherba. In Halle hatten sie Solgüter und von 1456 bis 1473 das Schultheißenamt inne. In der Guttenberger Fehde von 1380 kämpften Familienmitglieder auf beiden Seiten, wobei Erhart von Maschwitz mit seinem Sitz in Weißdorf auf der Seite der Guttenberger weit vom Stammland seiner Familie entfernt war.
In Meißner Dom befindet sich die Grabplatte der Sibylla von Maschwitz (* 9. Oktober 1612; † 27. Juli 1637, Tochter des Otto von Maschwitz auf Groß Lissa) und in der Kirche von Podelwitz das Epitaph des Hans von Maschwitz (* 2. Mai 1558; † 8. März 1606, Sohn des Friedrich von Maschwitz auf Groß Lissa) auf Zschölkau und seiner Gemahlin Katharina von Ebeleben.

Mit dem kaiserlichen Obristlieutenant Friedrich von Maschwitz (1593–1650) ist auf Mensdorf die männliche Linie erloschen; seine sandsteinerne Grabplatte mit Inschrift und Amtswappen blieb in der Kirche Mörtitz erhalten. 

Amtswappen derer von Maschwitz

## Bekannte Namensträger
- Rule (Rudolph) von Maschwitz, († 1453), Besitzer des „Schwarzen Bär“ in der Bärgasse 2, einer der ältesten Gaststätten in Halle (Saale). Teile dieses Gebäudes existieren noch.
- Herrmann von Maschwitz, Schultheiß von Halle (urkundlich 1456–1473)
- Johann Friedrich von Maschwitz, kaiserlicher Obrist im Dreißigjährigen Krieg, urkundlich 1593–1650

## Wappen
Stammwappen: auf Silber ein schwarzer Stierkopf. Helm: Kopf und Hals eines seitwärts gewendeten Stiers. Decken: Schwarz Silber. Später nahmen sie das sächsische Amtswappen (auf Gold drei schwarze Balken, überdeckt von einem grünen schrägen Rautenkranz) als Geschlechterwappen an. Nur auf den Helm behielten sie des Stammwappenmotiv (gekrönt, ein schwarzer oder roter Stierkopf mit goldenen Hörnern) bei. Die Helmdecken sind Schwarz Gold.